# Rei do Gado
Rei do Gado é um álbum de 1961 lançado pela dupla Tião Carreiro & Pardinho. O álbum foi lançado em CD no ano de 2000. A canção que dá título ao álbum, Rei do Gado, é de autoria de Teddy Vieira. A música foi regravada por diversos artistas do gênero da música caipira, como a Orquestra da Terra e Tonico & Tinoco.

## Faixas
Lista de faixas:
| N.º            | Título                                  | Compositor(es) | Duração |  |
| 1.             | "Alma de Boêmio"                        |                | 3:15    |  |
| 2.             | "Borboleta de Asfalto"                  |                | 3:00    |  |
| 3.             | "Punhal da Falsidade (Mulher Sem Nome)" |                | 3:07    |  |
| 4.             | "Amigo Sincero"                         |                | 3:30    |  |
| 5.             | "Teus Beijos"                           |                | 2:48    |  |
| 6.             | "Despedida"                             |                | 2:45    |  |
| 7.             | "Tormento"                              |                | 3:09    |  |
| 8.             | "Nove e Nove"                           |                | 3:18    |  |
| 9.             | "Rei do Gado"                           | Teddy Vieira   | 2:57    |  |
| 10.            | "Urutu Cruzeiro"                        |                | 3:14    |  |
| 11.            | "Minas Gerais"                          |                | 3:47    |  |
| 12.            | "Carteiro"                              |                | 3:16    |  |
| 13.            | "Pagode em Brasília"                    |                | 2:58    |  |
| 14.            | "Maria Ciumenta"                        |                | 2:19    |  |
| Duração total: | Duração total:                          | Duração total: | 43:23   |  |